# 名鉄ワフ50形貨車
名鉄ワフ50形貨車（めいてつワフ50がたかしゃ）とは、かつて名古屋鉄道で運用されていた有蓋緩急車である。12両（51-62）が運用された。
本項では1940年代に一時的にワフ50形を改造し、付随客車としたサ60形電車（サ60がたでんしゃ）についても詳述する。

## 沿革
本形式の原型は名古屋電気鉄道が製造したデワ1形電動貨車を電装解除した有蓋貨車ワ1形である。デワ1形には両端にベスチビュール（前面窓）付き運転台が設けられていたが、有蓋貨車化された際に撤去され、台車も固定2軸式に交換された。改番届では1918年（大正7年）7月23日に22両全てが電装解除・貨車化されたことになっているが、営業報告書によれば1921年（大正10年）までの間に段階的に改造が進められている。
その後、同年4月の自動閉塞方式施行によって貨車の後方防護が必要になったことから、22両のうち12両を緩急車に再改造することになった。これがワフ1形（フワ1形）で、台枠を再延長してベスチビュール付き運転台を再び取り付けた。なお、当時は空気ブレーキ搭載車ではなかったため、形式名が不適切として1928年（昭和3年）11月にワブ1形に改称されている。また改造されなかったワ1形10両は1939年（昭和14年）4月に廃車されている。
ワブ1形は1941年（昭和16年）に鉄骨木造車体に改造された（1 - 10が3月15日、11・12が10月14日付）。この時に片デッキの車掌室化、もう一方のデッキの荷物室化が行われ、ワフ50形（ワブ50形）となった。
このうちワフ62は太平洋戦争激化による資材不足対策として客車化の対象となり、1943年（昭和18年）11月にサ60形（61）となった。客車化改造により車体に扉や窓が増設され、屋根にベンチレーター、天井につり革が取り付けられたが、座席は設置されなかった。同種の貨車改造車としてワ200形貨車改造のサ40形があったが、同車は側ブレーキしか搭載しておらず、編成を組む際には手ブレーキや車掌室を持つサ60形に車掌が乗務した。

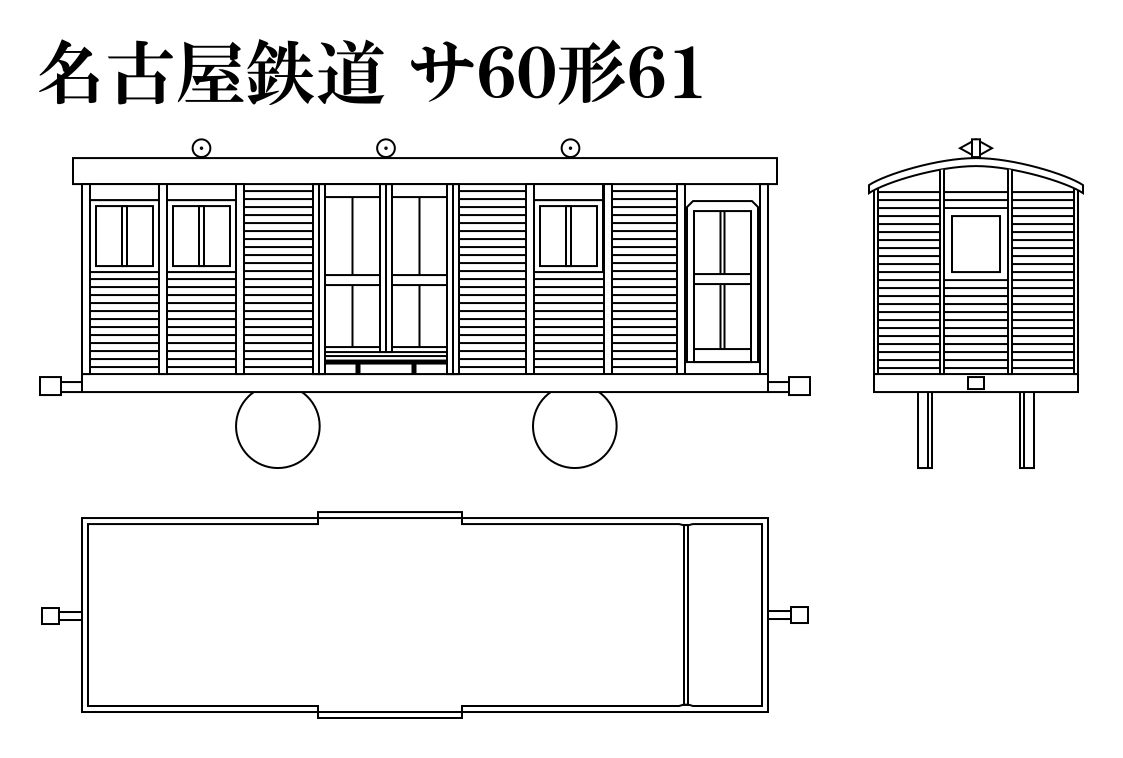
サ60形61 車両形式図

サ60形はサ40形とともに広見線土田駅（現・可児川駅）最寄りの軍需工場への工員輸送のため、広見線犬山口駅 - 新広見駅（現・新可児駅）間の運用に投入された。牽引車両は電動貨車のデワ1000形であったが、後に輸送力増強のため同車もモ1300形電動客車に改造されている。
戦後、戦時輸送の任から解かれた貨車改造車は貨車に戻ることになり、サ60形61も1948年（昭和23年）2月5日付でワフ50形62に戻された。その後、1951年（昭和26年）にはワフ50形（51 - 62）全車にKC180形空気ブレーキが増設されたが、それから間もない1955年（昭和30年）から1958年（昭和33年）にかけて再更新を受け、KDタイプに換装されている。この再更新では車掌室の拡大や車軸の延長なども実施されており、荷物室の縮小により積載容積が減少している。
更新後のワフ50形は貨物量減少のなかでも全車両が運用を続け、1979年（昭和54年）に貨車への緩急車連結が廃止されるまで使用された名鉄最後の緩急車となった。その後翌1980年（昭和55年）に除籍され、形式消滅した。